# 福柏
福柏是希腊神话中的一个女提坦。

## 傳說
福柏是第一代的12位提坦神之一，由蓋亚和乌剌诺斯所生。
有关福柏的神话很少。她是另一位提坦神科俄斯的妻子。福柏与科俄斯生了勒托和阿斯忒里亚，因此她是阿波罗和阿耳忒弥斯的外祖母（阿波罗与阿耳忒弥斯是勒托与宙斯所生）。据埃斯库罗斯说，著名的德尔斐神谕曾是属于福柏的。福柏从忒弥斯那里获得了神谕的发布权，但她最终把德尔斐的神庙送给了自己的外孙阿波罗。
在天文学中，土卫九的名字来自福柏。

## 资料来源
- 《世界神话辞典》，辽宁人民出版社，ISBN 7-205-00960-X